# Зебниц
Зебниц (нем. Sebnitz) — город в Германии, расположен на одноимённой реке в земле Саксония.
Подчинён земельной дирекции Дрезден. Входит в состав района Саксонская Швейцария. Подчиняется управлению Зебниц. Население составляет 8439 человек (на 31 декабря 2010 года). Занимает площадь 43,92 км². Официальный код — 14 2 87 370.
Город подразделяется на 5 городских районов.